# Ex-Otago - Siamo come Genova
Ex-Otago - Siamo come Genova è un film documentario del 2019 diretto da Paolo Santamaria.

## Trama
Il film racconta il gruppo musicale genovese Ex-Otago alla fine degli anni 2010, prendendo spunto dalla genesi degli ultimi suoi album, Marassi e Corochinato, con sfondo il quartiere periferico genovese di Marassi. I momenti documentati nel film spaziano dal concerto dell'estate 2017 al Porto antico di Genova, dall'esibizione nel carcere di Marassi al capodanno in Piazza de Ferrari e alle riflessioni sulla tragedia del Ponte Morandi fino all'annuncio della partecipazione del gruppo al 69º Festival di Sanremo. La seconda parte del film approfondisce l'analisi introspettiva della fase di scrittura musicale.

## Produzione
Il regista Paolo Santamaria ha seguito la band genovese Ex-Otago per due anni tra concerti, interviste, momenti di vita privata e performance live.

## Distribuzione
Il film è stato presentato in anteprima assoluta il 2 febbraio 2019 al Seeyousound International Music Film Festival di Torino ed è stato successivamente distribuito da I Wonder Pictures in 40 sale cinematografiche italiane dal 18 al 20 febbraio 2019, nell'ambito del progetto I Wonder Stories e su Prime Video.